# 9422 Kuboniwa
9422 Kuboniwa è un asteroide della fascia principale. Scoperto nel 1996, presenta un'orbita caratterizzata da un semiasse maggiore pari a 2,4617054 UA e da un'eccentricità di 0,1554846, inclinata di 1,44305° rispetto all'eclittica.